# Paweł Baranowski
Paweł Baranowski (Suwałki, 11 ottobre 1990) è un calciatore polacco, difensore del GKS Jastrzębie.

## Carriera
È un difensore centrale.